# Edgar Dueñas
Édgar Esteban Dueñas Peñaflor (Guadalajara, 5 marzo 1983) è un ex calciatore messicano, di ruolo difensore.

## Palmarès

### Club
- Campionato messicano: 3

Toluca: Apertura 2005, Apertura 2008, Bicentenario 2010

### Nazionale
- Gold Cup: 2

2009, 2011